# Corrosella
Corrosella is een geslacht van weekdieren uit de klasse van de Gastropoda (slakken).

## Soorten
- Corrosella andalusica (Delicado, Machordom & Ramos, 2012)
- Corrosella astierii (Dupuy, 1851)
- Corrosella bareai (Delicado, Machordom & Ramos, 2012)
- Corrosella collingi (Boeters, Girardi & Knebelsberger, 2015)
- Corrosella falkneri Boeters, 1970
- Corrosella hauffei (Delicado & Ramos, 2012)
- Corrosella hinzi (Boeters, 1986)
- Corrosella iruritai (Delicado, Machordom & Ramos, 2012)
- Corrosella luisi (Boeters, 1984)
- Corrosella manueli (Delicado, Machordom & Ramos, 2012)
- Corrosella marisolae (Delicado, Machordom & Ramos, 2012)
- Corrosella navasiana (Fagot, 1907)
- Corrosella tajoensis (Boeters, Girardi & Knebelsberger, 2015)
- Corrosella tejedoi (Boeters, Girardi & Knebelsberger, 2015)
- Corrosella valladolensis (Boeters, Girardi & Knebelsberger, 2015)